# Douce Steiner
Douce Steiner (* 11. Juni 1971 in Stuttgart) ist eine deutsche Köchin.

## Werdegang

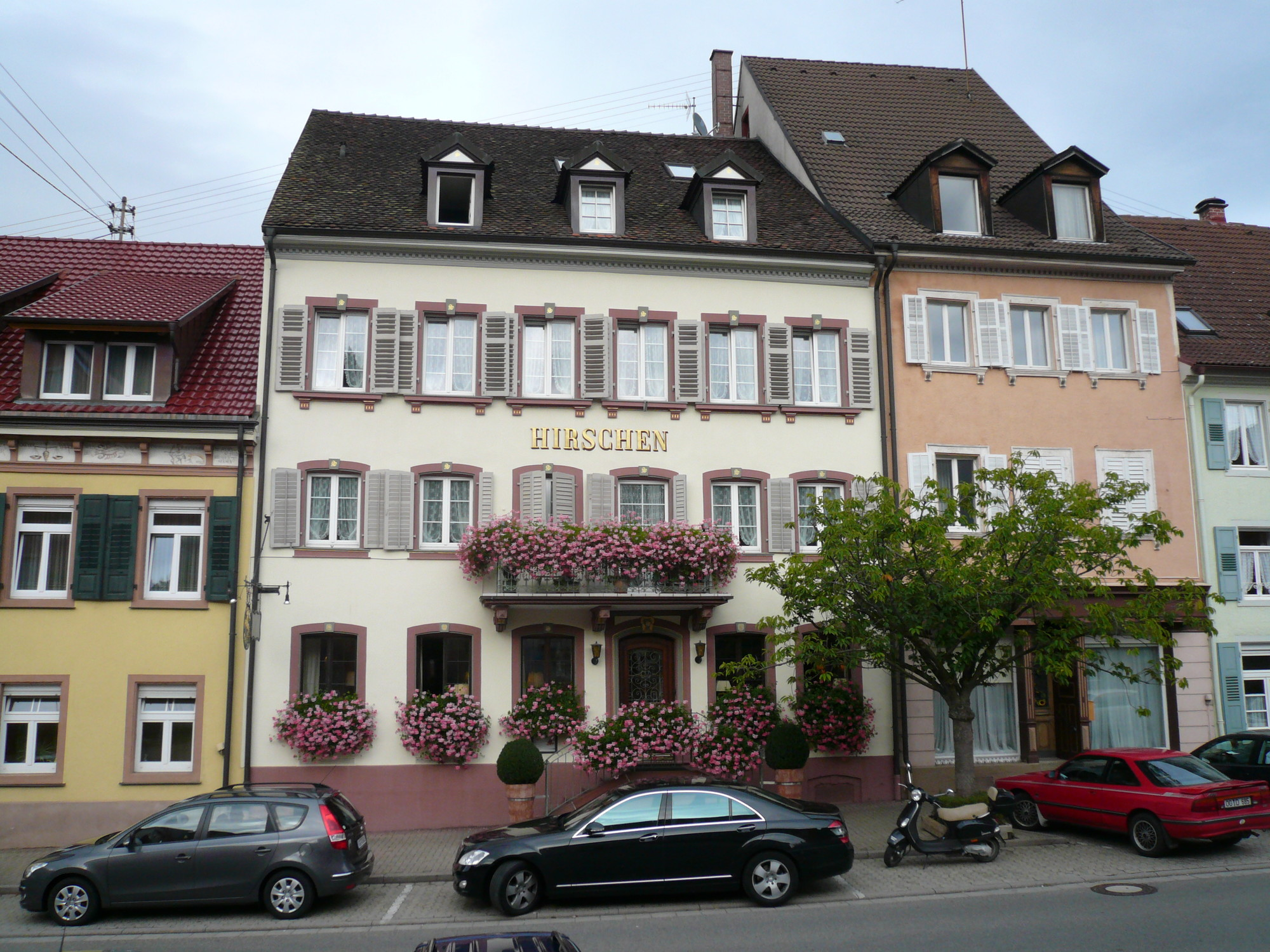
Hotel und Restaurant Hirschen in Sulzburg

Douce Steiner ist die Tochter der Gastronomen Hans-Paul Steiner und Claude Steiner, einer Französin. Sie machte ihre Kochlehre bei ihrem Vater, der 1980 das Hotel und Restaurant Hirschen in Sulzburg eröffnet hatte. Danach ging sie zu Georges Blanc in Vonnas, wo sie die einzige Frau unter 45 männlichen Kollegen war. Danach wechselte sie zu Fritz Schilling in die Schweizer Stuben in Wertheim. Auf ihrer Station bei Harald Wohlfahrt in der Schwarzwaldstube in Baiersbronn lernte sie ihren späteren Mann Udo Weiler kennen. 1997 absolvierte sie mit Weiler die Hotelfachschule Heidelberg.
Ab 1998 kochte sie mit ihrem Mann Udo Weiler (* 1969) und ihrem Vater im Hirschen in Sulzburg, der zwischen 1995 und 2008 mit zwei Michelin-Sternen ausgezeichnet war.
2008 übernahm sie das Haus von ihrem Vater. Das Restaurant wurde im Michelin 2012 erneut mit zwei Sternen ausgezeichnet. 2023 erhielt sie als erste Frau die Auszeichnung als Köchin des Jahres der deutschen Ausgabe des Restaurantführers Gault&Millau. In der Talksendung Leute vom SWR1 sprach sich Steiner für ein Umdenken in der Gastronomie aus, die hohen Preise für ein gutes Essen seien gerechtfertigt.

## Auszeichnungen
- 2012: Aufsteigerin des Jahres, Gault-Millau
- Seit 2012: Zwei Sterne im Guide Michelin für das Restaurant Hirschen[9]
- 2022: Vier schwarze Hauben im Gault-Millau für das Restaurant Hirschen[10]
- 2023: Köchin des Jahres, Gault-Millau[7]

## Publikationen
- Cuisine Douce. Sterneküche für zuhause, AT Verlag, Baden 2008, ISBN 978-3-03800-402-8.
- Meine leichte Küche. Cuisine Douce, AT Verlag, Aarau 2011, ISBN 978-3-03800-521-6.
- Meine liebsten Desserts. Cuisine Douce, AT Verlag, Aarau und München 2013, ISBN 978-3-03800-722-7.
- Douce. Unsere verrückte Gemüsewelt, Rombach, Freiburg 2014, ISBN 978-3-9815555-3-0.